# Naregamia
Naregamia är ett släkte av tvåhjärtbladiga växter. Naregamia ingår i familjen Meliaceae.
Kladogram enligt Catalogue of Life:
| Naregamia | \| \| Naregamia africana \| \| \| \| \| \| Naregamia alata \| \| \| \| |
|           | \| \| Naregamia africana \| \| \| \| \| \| Naregamia alata \| \| \| \| |
|           | Naregamia africana                                                     |
|           |                                                                        |
|           | Naregamia alata                                                        |
|           |                                                                        |